# زيفو
فوزي كجمان معروف باسم زيفو (بالأحرف اللاتينية Zifou) هو رابر فرنسي من أصول مغاربية ومولود في سيدان، الأردين، فرنسا بتاريخ 20 يوليو/تموز 1992، وترعرع في Roissy-en-Brie وPontault-Combault الفرنسيتين.
عمل في الموسيقى مبكرا واكتسب الشهرة بعد إطلاقه أغنية "Chicha Toute La Nuit" عام 2011، وتلاه في العام 2011 بأغنية "C'est la hass" بالتعاون مع الفنان الفرنسي المغربي الأصل العوني موحيد المعروف بـ لا فوين (La Fouine). الأغنية أول سينغل رسمي لزيفو ودخل لائحة الأغاني الفرنسية في يوليو/تموز 2012 عبر شركة الإسطوانات مجموعة يونيفرسال الموسيقية - Division AZ.

## الأغاني
- 2011: "Chicha Toute La Nuit"
- 2012: "C'est la hass" بالتعاون مع La Fouine

## وصلات خارجية
- الموقع الرسمي لزيفو
- صفحة زيفو على موقع يونيفرسال ميوزيك